# 後宮小說
《後宮小說》（日语：後宮小説）是日本小說家酒見賢一在1989年個人發表的首部文學作品，並曾被動畫製作室Studio Pierrot改編成電視動畫《如風如雲》於1991年3月21日在日本電視台播放。

## 劇情概要
故事內容架構一個17世紀、貌似中國風格的虛構國家「素乾國」。該國的皇帝「腹宗」因突然猝死，而讓朝廷內的宦官們急於將下一任天子上位、並為了挑選下任皇帝所屬的後宮宮女而遊走各鄉鎮物色適合人選。
之後在素乾國一處窮鄉僻壤的少女「銀河」，因抱持著單純相信只要能進入皇城的後宮裡、便能過著三餐有著落的想法，而加入了後宮宮女的甄選，卻意想不到自身將捲入朝廷內的鬥爭、以及亂軍入侵的危機。
另作者酒見賢一在故事中穿插了各種虛構的參考文獻、史料、以及明確事發的時間，以表現出在歷史上確有其事的氣氛。

## 獲獎、入選項目
- 1989年第一屆日本奇幻小說大獎[2]
- 1989年第102屆直木獎候選作品名單[3]